# Mark M. Dintenfass
Mark M. Dintenfass (Tarnów, 17 aprile 1872 – Cliffsidepark, 23 novembre 1933) è stato un produttore cinematografico austro-ungarico naturalizzato statunitense.

## Biografia
Nato nel 1872 a Tarnów, che all'epoca faceva dell'impero austro-ungarico, successivamente emigrò negli Stati Uniti.
Fu fondatore, nei primi anni del Novecento, di alcune piccole case di produzione cinematografica indipendenti. L'Actophone Co. fu attiva a New York dal 1909 al 1910 mentre la Champion Film Company, che produsse pellicole dal 1910 al 1913, fu la prima casa di produzione a impiantare uno studio stabile a Fort Lee, nel New Jersey.
Nel 1910, Dintenfass partecipò alla creazione della Motion Picture Distributing and Sales Co., la casa di distribuzione che era nata su iniziativa di Carl Laemmle per contrastare il monopolio sul mercato statunitense della Motion Picture Patents Company, il trust controllato da Thomas Alva Edison che distribuiva i suoi film attraverso la General Film Company. Quando Laemmle creò la Universal Film Manufacturing Company, Dintenfass firmò l'8 giugno 1912 il contratto che prevedeva la fusione della sua Champion Film Company con le altre compagnie che entravano così a far parte di quella che qualche anno più tardi sarebbe diventata l'Universal, una delle major hollywoodiane. Sotto il rigido controllo di Laemmle che aveva preso le redini della società, vennero espulsi dall'Universal - che originariamente doveva nascere come una sorta di confederazione paritaria - alcuni dei soci fondatori, uno dei quali fu lo stesso Dintenfass.
In società con Louis Burstein, Dintenfass acquisì nel 1917 la Lubin Manufacturing Company che era fallita: i due soci fondarono la Vim Comedy Company, una casa di produzione che si specializzò nella confezione di commedie in due rulli, per la quale lavorò anche Oliver Hardy.

## Galleria d'immagini

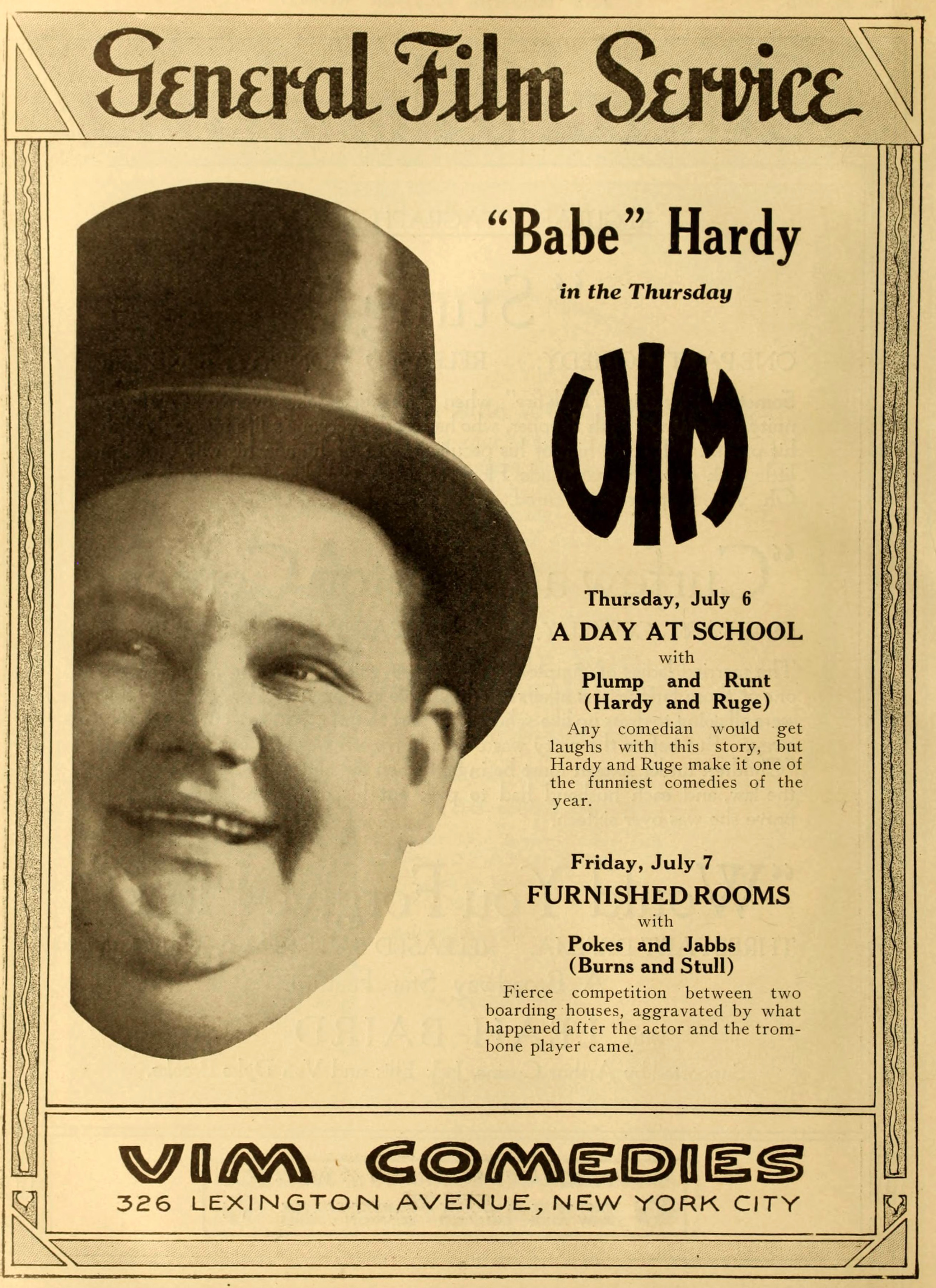
"Babe" Hardy  (Vim Comedies, 1916)
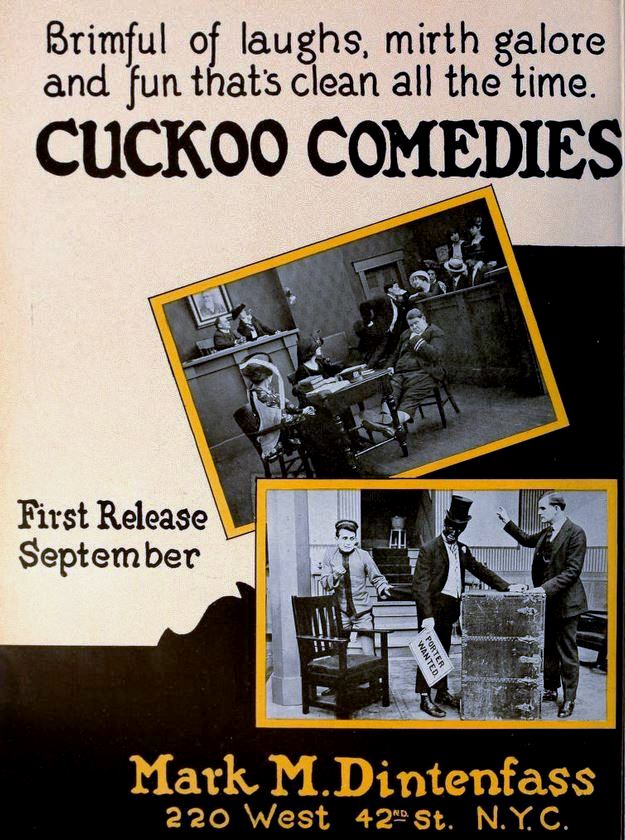
Cuckoo Comedies (1919)